# Латофат Кенджаєва
Латофат Кенджаєва (тадж. Латофат Кенҷаева; поетичний псевдонім Сабрін) — таджицька поетеса, журналістка та письменниця, член Спілки письменників Таджикистану.

## Біографія
Латофат Кенджаєва народилася 8 червня 1950 року в Ганчійському районі Согдійської області. Після закінчення середньої школи № 1 району в 1967 році вступила до Таджицького державного університету (нині Таджицький національний університет). Закінчила з відзнакою факультет журналістики Таджицького державного університету (1972), працювала у літературно-драматичному відділі Комітету радіо і телебачення Таджикистану. Закінчила Ташкентське відділення Всесоюзного інституту радіо і телебачення (1972). З 1981 року працює головним редактором молодіжного журналу «Істікбол» (колишній «Машал»). У 1996 році заснувала Організацію талановитих дітей Республіки під назвою «Істікбол», яка в 2008 році перейменована в міжнародну громадську організацію і є її головою.

## Творчість
Ще зі школи пише вірші та дитячі вірші. Зразки віршів та оповідань Латофат Кенджаєвої опубліковані в періодичних виданнях, у книзі «Огляд дитячої літератури» та в кількох збірках. Книга Латофата Кенджаєвої «Скринька перлів» створена для дітей у 1997 році у формі вірша, яка була затверджена Міністерством освіти Республіки Таджикистан у 1998 році як підручник для загальноосвітніх навчальних закладів. Цією книгою користуються таджицькі школярі, про що свідчить те, що вона вийшла трьома виданнями. Інші поетичні та прозові твори Латофата Кенджаєвої у збірках
1. "Лолаарӯсак" (1980),
2. "Таронаҳо" (1982),
3. "Марҷони ранга" (1986),
4. "Шарораи хотираҳо" (1990),
5. "Сандуқчаи марворид" (1997),
6. "Рози шабнам" (2000),
7. "Мусича ва Дурдона" (2003),
8. "Оҳи гусаста" (2003),
9. "Нома ба бародар" (2005),
10. "Гурбаи Сомон ва ҷӯҷаи Ораш" (2005),
11. "Наҷотбахши дунё кист?" (2005),
12. "Қофиябозӣ 1-2" (2006),
13. "Шеърҳо" (2009),
14. "Хилвати гесӯ" (2009),
15. "Фариштае ба нури орзу" (2009),
16. "Афсонаи Тилонур" (2010),
17. "Гаҳвораҷунбон" (2010),
18. "Саргузашти чуҷаи доно" (2012),
19. "Қофиябозӣ - 10" (2013),
20. "Мӯрчаяки баднафс" (2013),
21. "Зиёфат" (2013),
22. "Афсонаи 10" (2013),
23. "Бозии рустшавакон" (2013),
24. "Шукрон, куҷоӣ?" (2014),
25. "Очабузи Шоҳона" (2014),
26. "Садбарги ҳае" (2014) та інші, які розраховані як на дітей і підлітків, так і на старше покоління.[3]